# Jakub Nakládal
Jakub Nakládal (* 30. Dezember 1987 in Hradec Králové, Tschechoslowakei) ist ein ehemaliger tschechischer Eishockeyspieler, der im Verlauf seiner aktiven Karriere zwischen 2004 und 2022 unter anderem 30 Spiele für die Calgary Flames und Carolina Hurricanes in der National Hockey League (NHL) auf der Position des Verteidigers bestritten hat. Darüber hinaus absolvierte Nakládal weitere 365 Partien in der Kontinentalen Hockey-Liga (KHL).

## Karriere
Jakub Nakládal begann seine Karriere als Eishockeyspieler in seiner Heimatstadt in der Nachwuchsabteilung des HC VCES Hradec Králové. Von dort aus wechselte er zum BK Mladá Boleslav, für dessen U18-Junioren er in der Saison 2001/02 in der landesweit zweithöchsten Spielklasse dieser Altersstufe aktiv war. Anschließend schloss sich der Verteidiger der Nachwuchsabteilung des HC Pardubice an, für dessen Profimannschaft er in der Saison 2006/07 sein Debüt in der tschechischen Extraliga gab. In den folgenden Jahren konnte er sich einen Stammplatz im Profikader des HC Pardubice erspielen und gewann mit der Mannschaft in der Saison 2009/10 den tschechischen Meistertitel. Er selbst wurde in dieser Spielzeit zum besten Verteidiger der Extraliga gewählt und wies in den Playoffs die beste Plus/Minus-Bilanz aller Spieler auf.
Nachdem er auch die Saison 2011/12 beim HC Pardubice in der Extraliga sowie in der Saisonvorbereitung in der European Trophy begonnen hatte, wurde Nakládal Ende Oktober 2011 für den Rest der Spielzeit von Salawat Julajew Ufa aus der Kontinentalen Hockey-Liga (KHL) verpflichtet. Für Ufa absolvierte er in der Folge 38 KHL-Partien, ehe er im Mai 2012 innerhalb der Liga zum HK Spartak Moskau wechselte. Kurz vor Jahresende 2012 verließ er Spartak und wurde vom HC Lev Prag verpflichtet, mit dem er 2014 das Playoff-Finale der KHL erreichte.
Nachdem er die Saison 2014/15 beim TPS Turku in Finnland verbracht und im Anschluss an der Heim-Weltmeisterschaft 2015 teilgenommen hatte, nahmen ihn im Mai 2015 die Calgary Flames aus der National Hockey League unter Vertrag. Sein dortiger Einjahresvertrag wurde nach dessen Ablauf nicht verlängert, sodass er sich fortan auf der Suche nach einem neuen Arbeitgeber befand, den er im Oktober 2016 in den Carolina Hurricanes fand. Nach drei NHL-Einsätzen lösten die Hurricanes den Vertrag des Tschechen allerdings bereits im November 2016 auf, woraufhin sich Nakládal wenig später Lokomotive Jaroslawl aus der KHL anschloss.
Bei dem russischen Klub verbrachte der Tscheche insgesamt vier Spielzeiten bis zum Sommer 2020, ehe er in seine tschechische Heimat zum HC Pardubice zurückkehrte. Dort beendete er nach zwei Spielzeiten im Sommer 2022 seine aktive Karriere.

### International
Nakládal spielte für sein Heimatland bei den Weltmeisterschaften 2012, 2013 und 2015. Dabei war der dritte Platz im Jahr 2012 verbunden mit dem Gewinn der Bronzemedaille die beste Platzierung. Zudem vertrat er sein Heimatland im September 2016 beim World Cup of Hockey 2016.

## Erfolge und Auszeichnungen
| - 2010 Tschechischer Meister mit dem HC Pardubice - 2010 Bester Verteidiger der Extraliga - 2010 Beste Plus/Minus-Bilanz der Extraliga-Playoffs | - 2017 KHL-Verteidiger des Monats Februar - 2019 Teilnahme am KHL All-Star Game |

### International
- 2012 Bronzemedaille bei der Weltmeisterschaft

## Karrierestatistik

### International
Vertrat Tschechien bei:
| - Weltmeisterschaft 2012 - Weltmeisterschaft 2013 - Weltmeisterschaft 2015 | - World Cup of Hockey 2016 - Olympischen Winterspielen 2018 |

(Legende zur Spielerstatistik: Sp oder GP = absolvierte Spiele; T oder G = erzielte Tore; V oder A = erzielte Assists; Pkt oder Pts = erzielte Scorerpunkte; SM oder PIM = erhaltene Strafminuten; +/− = Plus/Minus-Bilanz; PP = erzielte Überzahltore; SH = erzielte Unterzahltore; GW = erzielte Siegtore; 1 Play-downs/Relegation; Kursiv: Statistik nicht vollständig)